# Antonio Gamberi
Antonio Gamberi (Grosseto, 16 maggio 1864 – La Louvière, 19 febbraio 1953) è stato un poeta e scrittore italiano.

## Biografia
La morte del padre lo lascia nella miseria. Ad otto anni è costretto ad abbandonare la scuola per aiutare la famiglia, più tardi, la voglia d'apprendere lo porta a frequentare 65 lezioni di lingua italiana.
L'influenza delle tradizioni risorgimentali, lo portano nel 1894 a fondare a Tatti una delle prime sezioni socialiste della provincia di Grosseto.
Nel 1895 si dichiara favorevole alla conferma dell'onorevole Ettore Socci alla Camera, perché - replica ai suoi critici - l'antico garibaldino si è sempre battuto contro Crispi e merita la fiducia dei sovversivi. Nel frattempo denuncia, dalle pagine de La Martinella, la politica antioperaia delle società minerarie.
Il 12 novembre 1895, la magistratura lo assegna al domicilio coatto per la durata di tre anni, ma viene amnistiato grazie al deputato repubblicano Socci.
Caduto Crispi e revocata la misura, dal 1896 al 1898, partecipa allo sviluppo della Camera del lavoro di Massa, con Gaetano Poli, Varese Parrini, Leopoldo Gasperi e Narciso Fedeli, riprende l'attività politica e giornalistica, attirando di nuovo su di sé l'attenzione della Prefettura maremmana.
Trasferitosi nel 1904 a Roccatederighi, collabora con l'Etruria nuova, fino al 1907.
Nel 1907 è costretto ad emigrare clandestinamente in Francia, per evitare la carcerazione in seguito ad una denuncia d'alcune irregolarità, registratesi a Tatti durante un'elezione amministrativa. E sulla sua partenza dall'Italia scrive nel 1908 una lirica, La mia fuga, che appare su La Blouse, la "rivista di letteratura operaia, diretta da Lorenzo Cenni, alla quale collaborava dal 1906.
In Francia continua a collaborare ai giornali e alle riviste socialiste e sindacaliste italiane con articoli e poesie, per vivere fa il manovale e il minatore.
Grazie alla "cura" di Lorenzo Cenni, fa stampare a Firenze il suo primo opuscolo poetico: Il conciliabolo, il prete: versi per Antonio Gamberi (minatore), quindici pagine, tipografia Vallecchi.
Sempre a Firenze, stampa nel 1913 un volume di 223 pagine, dove propone le liriche, scritte nell'esilio dal 1908 al 1911, fra cui L'assassinio di Francisco Ferrer, Maria Spiridonova, In morte di Andrea Costa e Al compagno Santi Cigni. 
In Francia rimane fino al 1914, quando, sospesa la pena, può rientrare in Italia.
Il conflitto mondiale è già scoppiato e il poeta si schiera subito a fianco dei "pacifisti".
Nel 1920 appare a Firenze un'altra pubblicazione di poesie, intitolato "Battaglie sovversive". Le pagine sono 304, la tipografia è quella del Polli. Dedicato: "Alla sacra memoria di Mario Rapisardi...", il volume contiene una breve avvertenza dell'autore. I temi sono in prevalenza politici, le poesie sono state scritte in Francia e in Italia dal 1914 al 1919.
Con l'avvento del fascismo, a quasi sessant'anni è costretto di nuovo all'esilio in Francia. Per qualche anno lavora come manovale, poi torna a vendere gli opuscoli e i giornali antifascisti e nel 1926 è colpito, da una misura di espulsione, che è sospesa in seguito alle proteste di alcuni deputati comunisti e socialisti francesi. 
Nel 1926 stampa a Parigi, il volume Battaglie antifasciste, che raccoglie, in 264 pagine, i suoi versi.
Nel 1928 è arrestato con l'accusa di essere il mandante dell'omicidio di un prete della Bonomelli, strettamente legato ai fascisti, che è stato ucciso dall'anarchico Angiolino Bartolommei. 
Riconosciuto estraneo al delitto è rilasciato.
Negli anni seguenti è costretto a viaggiare fra il Belgio, il Lussemburgo. Nel 1932, stampa il suo quinto volume di poesie, Rime sparse, contro Mussolini.
Nel 1937 Silvio Barberini fa stampare il l'opuscolo, Epopea spagnuola, 16 pagine in ottava rima, edito a cura di Sidney pro Spagna rivoluzionaria.
Nonostante l'età avanzata, nel 1939 documenta con versi mai pubblicati la tragica corsa dell'Europa verso la catastrofe.
Nel 1947 fa stampare l'ultimo suo opuscolo "Piccole battaglie", una quarantina di poesie di critica alla politica USA in Europa e di plauso all'Unione Sovietica, oltre che di addio alle nuove generazioni, alle quali consegna la perpetuazione del suo sogno socialista.
Solo e abbandonato da tutti, non autosufficiente e quasi cieco, viene ricoverato in ospizio e muore il 19 febbraio 1953 all'ospedale civile di La Louvière, in Belgio, ed è sepolto il 22 febbraio seguente presso il locale cimitero di rue de la Flache.
Il 5 settembre 2024 a Roccastrada è stata presentata l'Opera Omnia di Antonio Gamberi dal titolo "Le battaglie di un poeta" da parte dell'Autore Mario Amerini e, una collaborazione municipale italo-belga, dei rispettivi sindaci Limatola e Gobert, ha donato, alla Biblioteca Gamberi di Roccastrada, una teca con la terra della tomba di Gamberi.
L'Opera Omnia consiste in 2 volumi di 800 pagine ciascuno (A4 corpo 10), con oltre 600 illustrazioni, una estesa biografia e 833 poesie di Gamberi, filologicamente classificate, nomenclate, commentate e implementate nel tempo, donate alla Biblioteca comunale 'Gamberi' di Roccastrada, e alla biblioteca comunale di La Louvière, da parte dell'Autore.

## Opere
- La mia fuga,1908 una lirica;
- Il conciliabolo : il prete: versi - Firenze – 1909
- L'assassinio di Francesco Ferrer : il martire catalano 1913
- Ultime battaglie : Poesie, con prefazione - Firenze – 1913
- Battaglie sovversive, Firenze - Polli. Dedicato: "Alla sacra memoria di Mario Rapisardi,1920
- Battaglie antifasciste : poesie Parigi, 1926
- Rime sparse, 1932
- Epopea spagnuola,1937
- Piccole Battaglie, 1947